# Зідіхум
Зідіхум (нім. Siehdichum) — громада в Німеччині, розташована в землі Бранденбург. Входить до складу району Одер-Шпре. Складова частина об'єднання громад Шлаубеталь.
Площа — 73,00 км2. Населення становить 1535 ос. (станом на 31 грудня 2020).

## Галерея

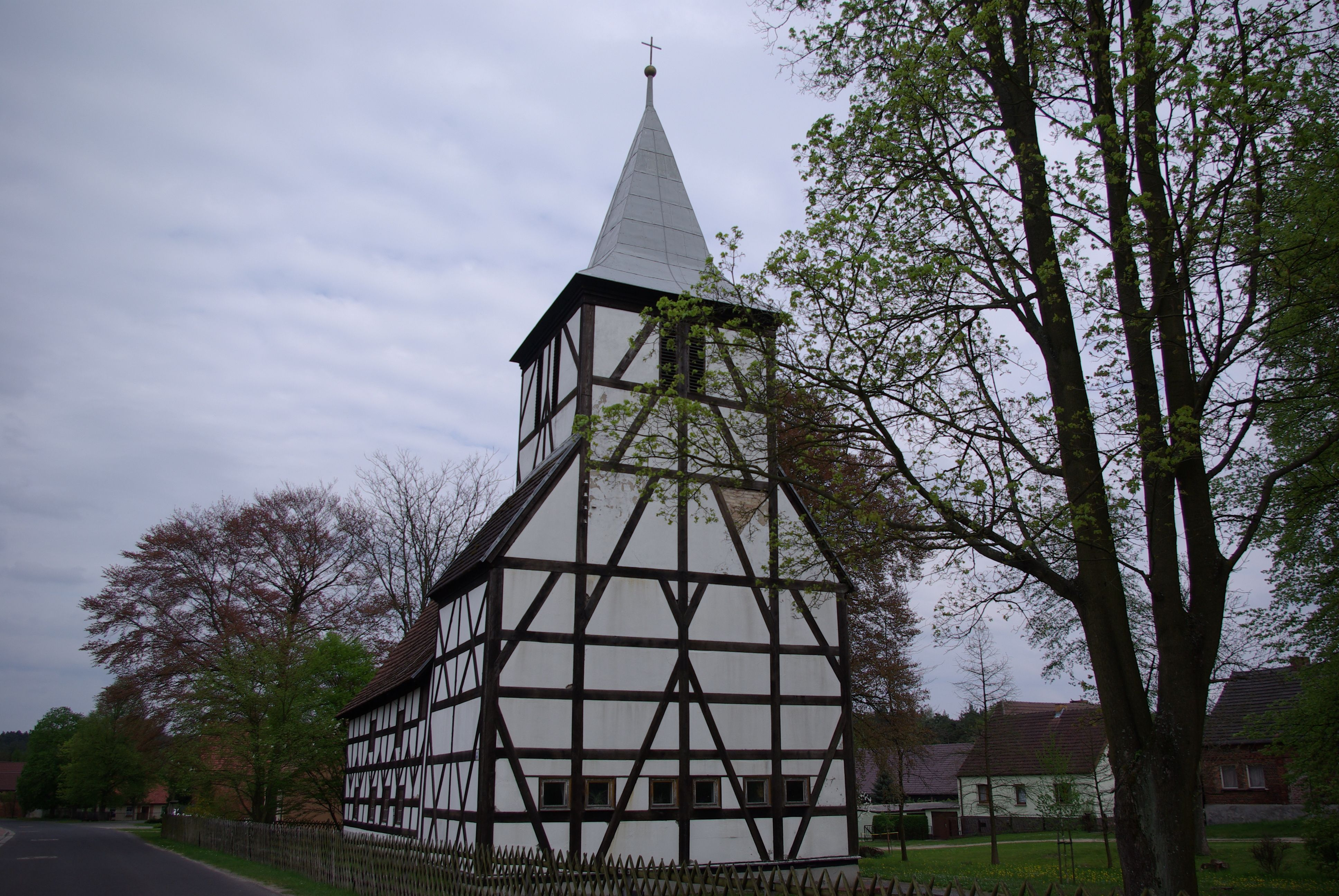
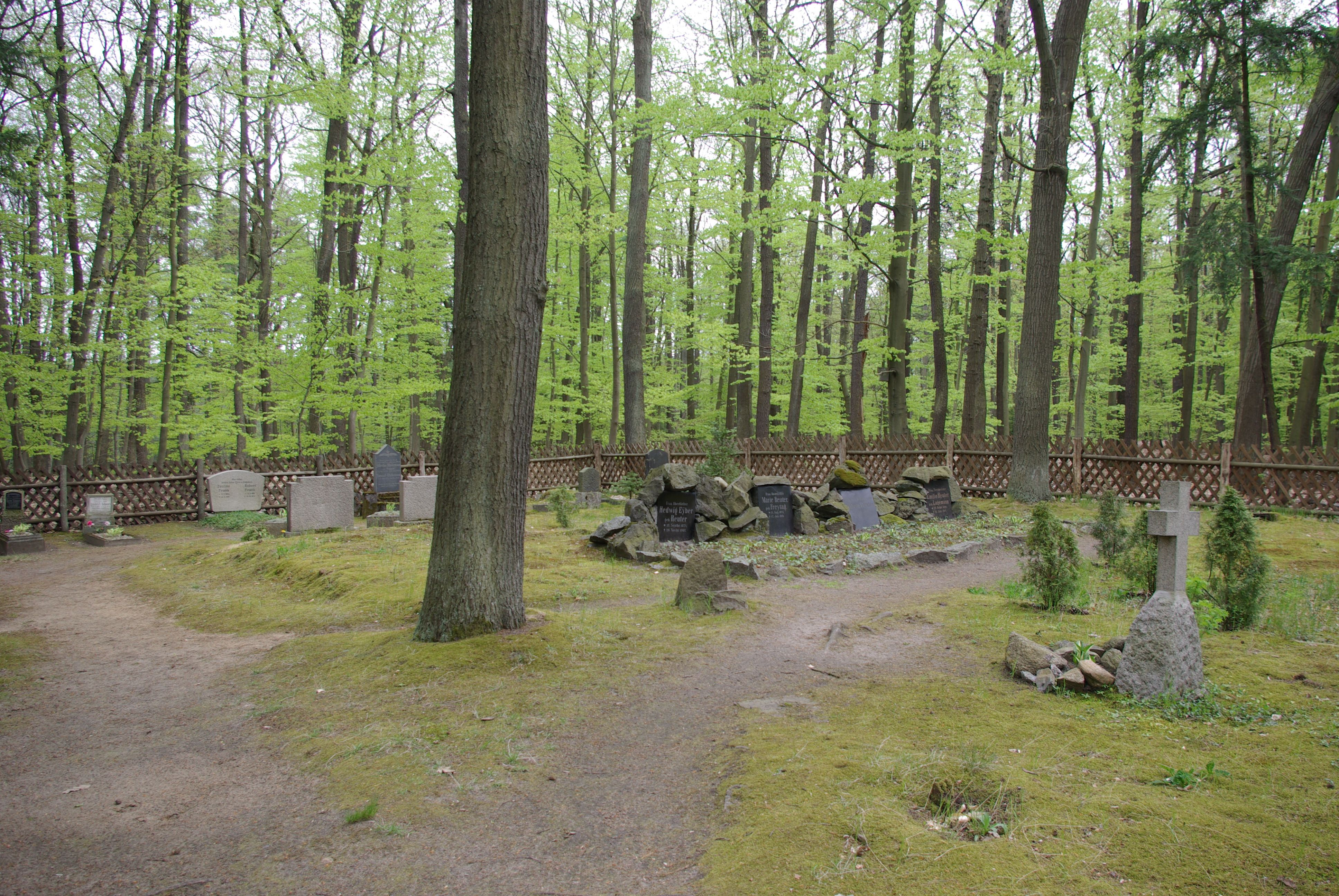
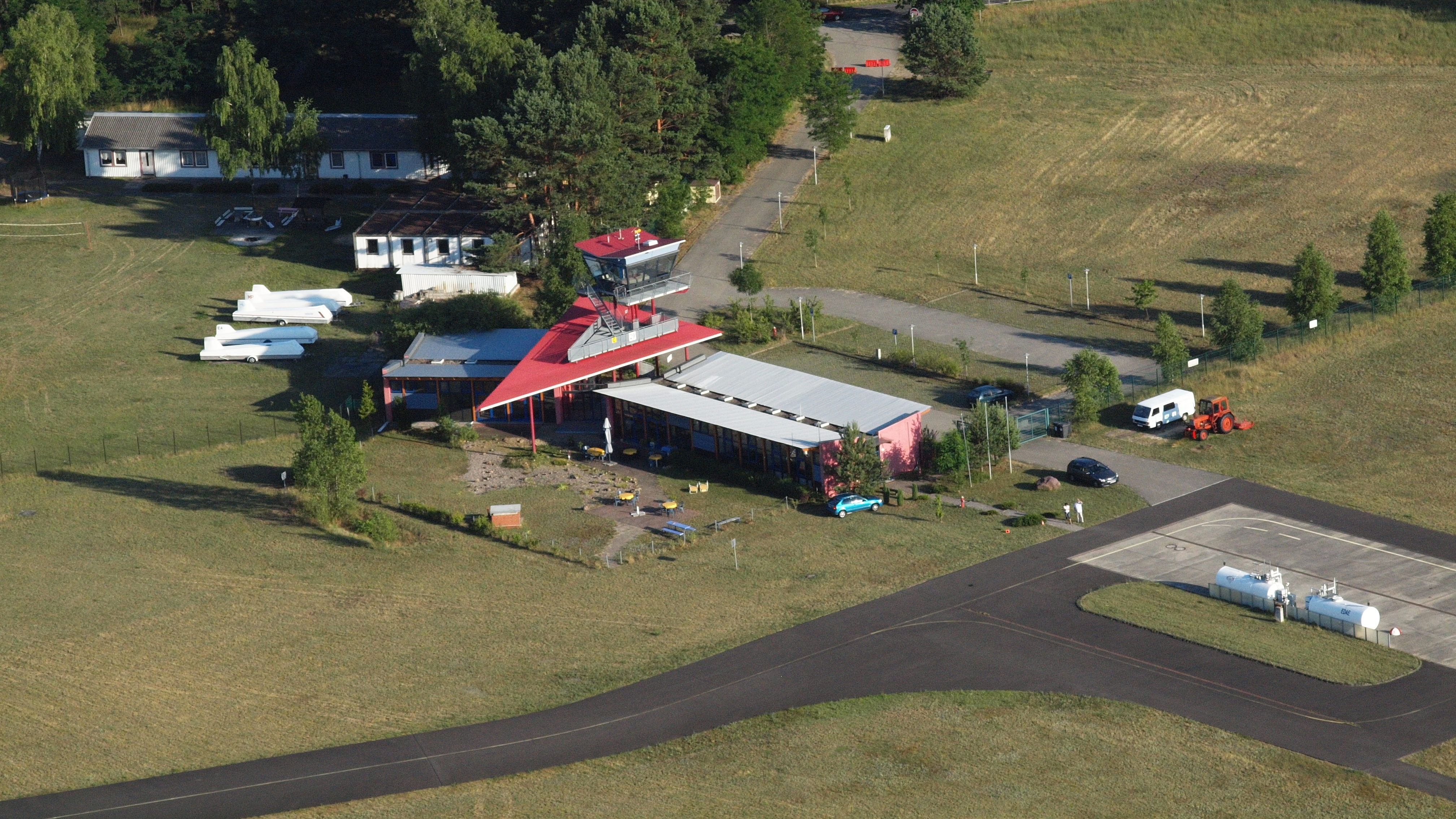